# Live at Easy Street
A Live at Easy Street a Pearl Jam 2006-ban megjelent EP-je, melynek anyagát West Seattle-ben, 2005. április 29-én vették fel.

## Áttekintés
A Pearl Jam a "Független Lemezboltok Szövetségé"-nek tízéves fennállásának alkalmából adta ezt a koncertet, amelyen 16 dalt adtak elő, de ebből csak 7 került a lemezre. A felvétel 2006. június 20-án jelent meg, kifejezetten csak független lemezboltok számára.
Az albumon feldolgozások is hallhatóak, mint a The Avengers American In Me, a Dead Kennedys Bleed For Me és az X The New World dalai. Ez utóbbit a szerző John Doe-val együtt adják elő.

## Számok
- Intro – 0:25
- 1/2 Full (Ament, Vedder) – 4:55
- Lukin (Vedder) – 1:00
- American in Me (Houston) – 2:04
- Save You (Ament, Cameron, Gossard, McCready, Vedder) – 3:43
- Bleed for Me (Dead Kennedys) – 4:12
- The New World (Cervenka, Doe) (John Doe-val) – 3:56
- Porch (Vedder) – 7:16

## Közreműködők
Pearl Jam
- Jeff Ament – basszusgitár
- Stone Gossard – gitár
- Mike McCready – gitár
- Eddie Vedder – ének, gitár
- Matt Cameron – dob

Produkció
- A felvételt készítette: Brett Eliason
- Mixelte: John Burton
- Fényképek: Bootsy Holler
- Borító: Brad Klausen
- Hangszerkesztő: RFI CD Mastering, Seattle, Washington